# 第五种力
现代物理学认为有四种基本作用力存在。然而，物理学中并没有一个公认的统一理论，因此偶尔物理学家们也会假定存在一个额外的基本力——第五种力。大多数物理学家假定第五种力大约和引力的强度相近（也就是说，比电磁力和核力弱得多），而其力程则从一毫米到宇观尺度不等。基於交互作用力繪景，這種尺度的範圍意味著第五種力最少有2種以上的型態。

## 实验尝试
关于额外的基本力的想法很难被验证，这是因为引力实在是太弱了，两个物体间的引力相互作用只有当其中一个物体质量很大时才无法被忽略。因此，想要测量比起地球还要小的物体间的引力，将需要非常精密的设备。尽管如此，在20世纪80年代末，一群研究者们（Fischbach等）在回顾20世纪早期由Loránd Eötvös所得出的关于第五种力的结论时，他们发现了作用尺度大约在100m量级的新的作用力。这一作用力被认为与超荷有关。然而，后来的实验均没能复现这一结果。2021年4月7日，一个费米实验室小组报告了与μ子相互作用的第五种基本力的“有力证据”。